# Piezoelettricità
La piezoelettricità (dal greco πιέζειν, premere, comprimere) è la proprietà di alcuni materiali cristallini di polarizzarsi generando una differenza di potenziale elettrico quando sono soggetti a una deformazione meccanica (effetto piezoelettrico diretto) e al tempo stesso di deformarsi in maniera elastica quando sono sottoposti ad una tensione elettrica (effetto piezoelettrico inverso o effetto Lippmann). Questo effetto piezoelettrico si manifesta solo lungo una determinata direzione, e le deformazioni a esso associate sono dell'ordine del nanometro.

## Storia
La scoperta dell'effetto piezoelettrico risale al 1880 per opera di Pierre Curie e Paul-Jacques Curie che scoprirono dapprima l'effetto piezoelettrico diretto nel quarzo e successivamente, seguendo l'ipotesi di Gabriel Lippmann, scoprirono l'effetto piezoelettrico inverso.

## Descrizione

### Struttura cristallina

Struttura cristallina di un materiale piezoelettrico (piombo-zirconato di titanio).

Dal punto di vista della struttura cristallina, i materiali piezoelettrici hanno normalmente varie configurazioni geometriche equivalenti dal punto di vista dell'energia, cioè della stabilità del sistema, ma orientate diversamente. Ad esempio il titanato di bario (BaTiO3) ha una cella di forma romboidale che può allungarsi lungo uno qualsiasi dei tre assi principali. Per fargli acquisire proprietà piezoelettriche, il materiale viene riscaldato e immerso in un campo elettrico in modo da farlo polarizzare e raffreddare. Alla fine del processo il materiale ha tutte le celle deformate nella stessa direzione.

### Principio di funzionamento

Un disco piezoelettrico genera una differenza di potenziale quando deformato (la variazione volumetrica è volutamente esagerata in questa rappresentazione)

L'effetto piezoelettrico è presente in quasi tutti i materiali cristallini che sono privi di centro di simmetria. La struttura di tali cristalli è costituita da microscopici dipoli elettrici. In condizioni di quiete, questi dipoli elettrici sono disposti in maniera tale che le facce del cristallo abbiano tutte lo stesso potenziale elettrico. Quando viene applicata una forza dall'esterno, comprimendo il cristallo, la struttura del cristallo viene deformata e si perde la condizione di neutralità elettrica del materiale, per cui una faccia del cristallo risulta carica negativamente e la faccia opposta risulta carica positivamente. Nel caso in cui il cristallo venga sottoposto a trazione, il segno della carica elettrica di tali facce si inverte.
Il cristallo si comporta dunque come un condensatore al quale è stata applicata una differenza di potenziale. Quindi se le due facce vengono collegate tramite un circuito esterno viene generata una corrente elettrica, detta corrente piezoelettrica.
Al contrario, quando si applica una differenza di potenziale al cristallo, esso si espande o si contrae lungo un asse determinato provocando una vibrazione anche violenta. L'espansione volumetrica è facilmente pilotabile ed è strettamente dipendente dalla stimolazione elettrica.

## Applicazioni

### Effetto piezoelettrico diretto
La caratteristica di produrre una differenza di potenziale in seguito alla compressione ha diverse applicazioni industriali. La più comune riguarda i normali accendigas da cucina, dove un cristallo sottoposto manualmente a pressione tramite un tasto fa scoccare una scintilla senza bisogno di pile di alimentazione.
L'invenzione dell'accendigas piezoelettrico da cucina (Flint) risale al 1968 per opera dell'imprenditore friulano Lisio Plozner, fondatore della Bpt.
I materiali piezoelettrici vengono inoltre impiegati nella costruzione degli elementi elastici, organi fondamentali di alcuni strumenti atti alla misurazione delle vibrazioni meccaniche, detti strumenti sismici. Le vibrazioni meccaniche producono lo spostamento, velocità ed accelerazione di un ulteriore dispositivo massivo, detto massa sismica. La massa sismica è rigidamente collegata all'elemento elastico. Uno strumento di questo tipo largamente impiegato è l'accelerometro al quarzo piezoelettrico: si tratta in sostanza di un trasduttore che dà come grandezza in uscita una tensione elettrica proporzionale alla deformazione subita dall'elemento elastico, a sua volta proporzionale all'accelerazione dalla massa sismica.

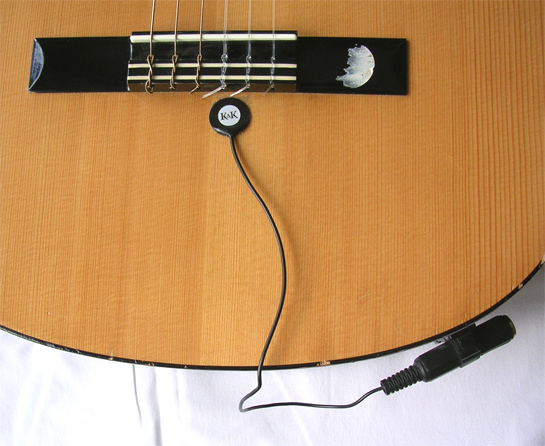
Pick-up piezoelettrico applicato ad una chitarra classica.

Un'applicazione analoga trova spazio in ambito musicale, dove si utilizzano i cosiddetti pick-up piezoelettrici, dispositivi in grado di rilevare le variazioni di pressione esercitate da una corda in vibrazione di uno strumento musicale generando un segnale elettrico che poi viene amplificato.
Materiali con proprietà piezoelettriche vengono inoltre utilizzati in alcuni rivelatori di pressione e per realizzare oscillatori al quarzo, tuttavia la relazione tra compressione e tensione è generalmente molto variabile e richiede una taratura per ogni dispositivo.
Altri strumenti in cui i materiali piezoelettrici vengono usati sono gli orologi; ancora una volta il materiale più usato è il quarzo: sono molto diffusi gli orologi al quarzo piezoelettrico, strumenti in cui la compressione periodica del materiale determina una variazione altrettanto periodica della tensione. Il periodo o la frequenza del segnale in uscita opportunamente trattato viene usato come unità base per contare il tempo; il segnale elettrico, a dire il vero, viene inviato ad una successione di circuiti detti divisori di frequenza, così da poter scegliere un segnale di tensione alla voluta frequenza. In effetti il segnale all'uscita del sistema lamina di quarzo ha una frequenza elevata, normalmente per gli orologi è pari a 32768 cicli al secondo, che viene ridotta utilizzando più circuiti divisori di frequenza in serie. Il segnale elettrico la cui frequenza è stata ridotta viene infine inviato ad un contatore elettronico, attraverso cui è possibile misurare l'intervallo di tempo intercorso tra due eventi (cronometro, misurazione del periodo), oppure utilizzato per generare un intervallo di tempo prefissato durante il quale un altro contatore conterà gli eventi (frequenzimetro, conteggio di eventi). In entrambe le applicazioni descritte sono previsti segnali esterni: nel primo caso lo start e lo stop della misura, nel secondo caso gli impulsi da contare che possono essere ottenuti sia da un segnale elettrico di cui si vuole misurare la frequenza, sia da sensori con cui contare gli eventi. Per esempio sensori contapezzi, contapersone o contaveicoli.
Altri strumenti in cui viene sfruttato l'effetto piezoelettrico sono i microfoni, il più noto dei quali è il microfono al quarzo, il cui funzionamento si basa sul rilevamento delle onde sonore che sono determinate dal susseguirsi di zone di compressione e rarefazione del mezzo in cui si propagano; tali onde di pressione, captate dal microfono, determinano una variazione di potenziale proporzionale alla variazione della capacità (in effetti la piastrina di quarzo si comporta come un condensatore, essendo un isolante che separa delle cariche elettriche localizzate in zone prossime alle superfici opposte). Questa variazione di tensione è poi filtrata e amplificata mediante una catena di misura; eventualmente sul segnale così purificato viene effettuato un campionamento per passare dal dominio analogico a quello digitale. Questa applicazione si trova nei microfoni dei telefoni.

### Effetto piezoelettrico inverso

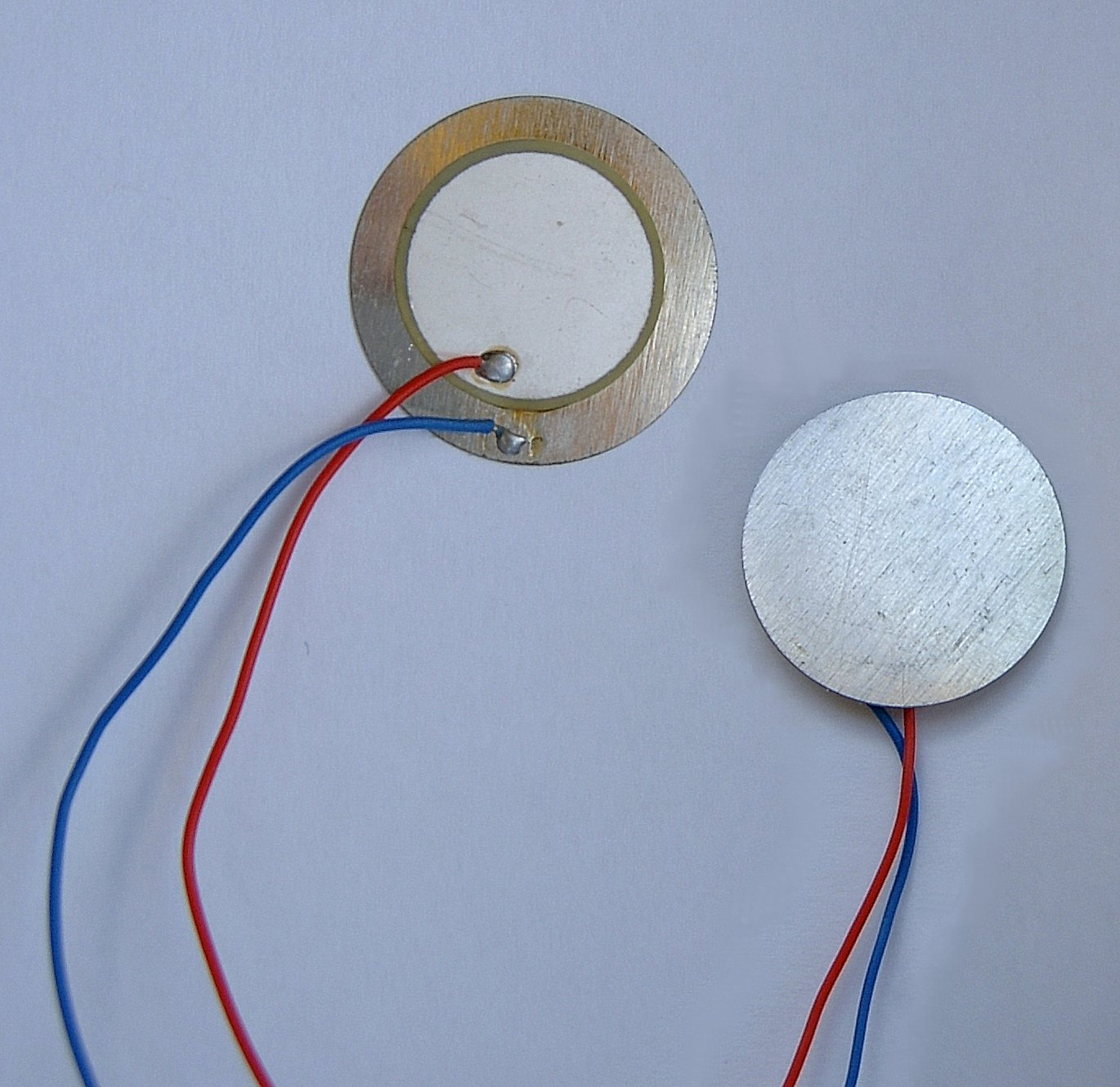
Cristalli piezoelettrici utilizzati per la generazione di suoni.

In maniera opposta ai microfoni, i materiali piezoelettrici trovano applicazione come altoparlante. Nelle vecchie radio "a cristallo" erano frequenti gli auricolari piezoelettrici che funzionano in maniera opposta generando onde sonore a seconda della differenza di potenziale applicata.
L'effetto piezoelettrico viene inoltre utilizzato per azionare il moto degli utensili nelle lavorazioni meccaniche ad ultrasuoni e, recentemente, negli iniettori diretti dei motori a scoppio e nelle testine delle stampanti in cui tanti piccoli ugelli allineati spruzzano l'inchiostro compresso dalla spinta della propria pompa piezo.

### Applicazioni in campo medico
- Sonde ecografiche: i cristalli piezoelettrici vengono usati come attuatori e sensori in fase combinata. In effetti le sonde ecografiche funzionano come dei piccoli sonar producendo l'ultrasuono e poi ricevendolo dopo il rimbalzo con un ritardo dipendente dalla distanza percorsa. L'eco, ovvero il segnale di ritorno, viene poi trasformato in immagini.
- Litotritori: la vibrazione contemporanea di centinaia di elementi piezoceramici disposti su una superficie concava, o su layer concentrici, genera un'onda d'urto di potenza dipendente dalla curvatura della superficie e dal numero di elementi impiegati.

Grazie all'estrema modularità dell'impulso ottenibile, alcuni litotritori piezoelettrici possono anche variare la dimensione focale permettendo di selezionare volumi efficaci più adatti alla patologia in trattamento. Disponendo layer piezoelettrici concentrici vengono raggiunte densità di energia di oltre 1,6 mj/mm2 e valori assai superiori nei litotritori piezoelettrici dedicati all'urologia. I cristalli di nuova generazione assicurano una longevità del generatore che supera di norma i 6.000.000 di colpi senza decrescere di potenza o richiedere l'utilizzo di materiale consumabile.
La versatilità della distribuzione dei cristalli ha permesso inoltre di ottenere volumi focali non solo di dimensioni differenti, ma anche con morfologie dedicate:
- Onde focalizzate a volume ellissoidale (trattamenti ESWT – ESWL – TPST)
- Onde focalizzate a volume lineare (trattamenti ESWT – medicina Estetica)
- Onde de focalizzate/planare (trattamenti ESWT - Ulcere cutanee).
- Piezochirurgia (piezosurgery): è una recente applicazione in campo medico che permette di sfruttare le onde ultrasoniche generate tramite un apparecchio piezoelettrico per la chirurgia ossea. Degli speciali inserti permettono di sezionare o tagliare il tessuto osseo preservando al massimo i tessuti molli di cui sono costituite alcune parti nobili quali i nervi, le arterie o le membrane.

### Altra applicazione
- La piezoelettricità diretta di alcune sostanze, come il quarzo, può generare differenze di potenziale di migliaia di volt. I cristalli di quarzo sono ampiamente utilizzati in oscillatori e risonatori di dispositivi elettronici per fornire riferimenti di frequenza stabili. Vengono anche impiegati in sensori piezoelettrici per misurare forza, pressione e accelerazione.[3]
- Nelle persone con precedente fallimento totale della fecondazione, l’attivazione piezoelettrica degli ovociti insieme all’iniezione intracitoplasmatica dello sperma (ICSI) sembra migliorare i risultati della fecondazione.[4]
- Ricerca per lo sviluppo di un pneumatico generatore di elettricità con materiale piezoelettrico rivestito al suo interno. Mentre il pneumatico si muove, si deforma e quindi viene generata elettricità.[5]